# Formica picea
Formica picea es una especie de hormiga del género Formica, familia Formicidae. Fue descrita científicamente por Nylander en 1846.
Se distribuye por China, Georgia, India, Kazajistán, Mongolia, Pakistán, Turquía, Andorra, Bélgica, Bulgaria, República Checa, Dinamarca, Finlandia, Grecia, Italia, Países Bajos, Polonia, Rusia, España, Suecia y Reino Unido. Se ha encontrado a elevaciones de hasta 4325 metros. Vive en microhábitats como nidos, montículos y forraje.